# ホスファチジルイノシトール-3,4,5-トリスリン酸
ホスファチジルイノシトール-3,4,5-トリスリン酸（英: Phosphatidylinositol 3,4,5-trisphosphate、略称: PtdIns(3,4,5)P3、PI(3,4,5)P3、PIP3）は、クラスI PI3キナーゼによるホスファチジルイノシトール-4,5-ビスリン酸（PI(4,5)P2）のリン酸化による産物である。ホスファチジルイノシトール-3,4,5-三リン酸やホスファチジルイノシトール三リン酸とも呼ばれる。PIP3は細胞膜に位置するリン脂質である。

## 発見
1988年にルイス・カントレーは、イノシトール環の3'位をリン酸化してホスファチジルイノシトール-3-リン酸を形成するという、それまで知られていなかった活性を持つ新たなタイプのホスホイノシチドキナーゼの発見について記載した論文を発表した。それとは独立してAlexis Traynor-Kaplanらは、新たな脂質ホスファチジルイノシトール-3,4,5-トリスリン酸がヒトの好中球では天然に存在し、走化性ペプチドによる生理的刺激によって急激に増加することを示した論文を発表した。その後の研究によって、カントレーのグループによって同定された酵素はin vivoでの基質としてPI(4,5)P2を好み、PIP3を産生することが示された。

## 機能
PIP3の機能は下流のシグナル伝達因子を活性化することである。下流因子として最も特筆すべきものの1つがプロテインキナーゼ Aktであり、Aktは細胞の増殖と生存に必要な下流の同化シグナル伝達経路を活性化する。
PIP3はホスファターゼ PTENによって3'位が脱リン酸化され、PI(4,5)P2が形成される。また、SHIP（SH2-containing inositol phosphatase）によって5'位が脱リン酸化され、PI(3,4)P2が形成される。
多くのタンパク質に存在するPHドメインがPIP3を結合する。このようなタンパク質にはAkt、PDK1、Btk、ARNOが含まれる。クラスI PI3キナーゼの活性化に伴う細胞膜でのPIP3の形成はこうしたタンパク質の細胞膜への移行を引き起こし、これらの活性に影響を与える。多くのタイプの真核細胞において、PIP3の産生とPHドメイン含有タンパク質の細胞膜へのリクルートによって局所的なアクチン重合が引き起こされ、細胞の遊走や分裂、食作用に重要な細胞突起が形成される。
PHドメインはPIP3とGタンパク質共役受容体キナーゼ（GRK）との結合を可能にする。これによってGRKの細胞膜への結合が強化される。